# Jake Roberts (Filmeditor)
Jake Roberts (* 26. Juni 1977 in London) ist ein britischer Filmeditor.

## Leben
Roberts tritt seit dem Jahr 2000 als Filmeditor in Erscheinung und war an mehr als 30 Film- und Fernsehproduktionen beteiligt. Beginnend mit dem Kurzfilm Somersault arbeitete er immer wieder mit dem Regisseur David Mackenzie zusammen.
Seine Arbeit an Hell or High Water brachte ihm u. a. 2017 eine Oscar-Nominierung in der Kategorie Bester Schnitt ein. Ende Juni 2017 wurde Roberts ein Mitglied der Academy of Motion Picture Arts and Sciences.

## Filmografie (Auswahl)
- 2000: Somersault (Kurzfilm)
- 2002: The Last Great Wilderness
- 2011: Perfect Sense
- 2011: Rock in the Park (You Instead)
- 2013: Mauern der Gewalt (Starred Up)
- 2014: The Riot Club
- 2015: Brooklyn – Eine Liebe zwischen zwei Welten (Brooklyn)
- 2015: Pressure – Ohne Ausweg (Pressure)
- 2016: Hell or High Water
- 2016. Das Gesetz der Familie (Das Gesetz der Familie)
- 2017: Killer’s Bodyguard (The Hitman's Bodyguard)
- 2018: Outlaw King
- 2020: Devs (Miniserie)
- 2021: You Resemble Me
- 2022: Men – Was dich sucht, wird dich finden (Men)
- 2024: Civil War
- 2024: Alien: Romulus